# De eetclub (boek)
De eetclub is een roman van Saskia Noort uit 2004. Het boek werd genomineerd voor de Gouden Strop en er zijn tot op heden meer dan 500.000 exemplaren van verkocht. Het vormt een trilogie met de romans Debet (2013) en De nazaten (2023).

## Verhaal
De tien hoofdpersonen staan vermeld op de rouwadvertentie van Evert Hubertus Struyk:
- Evert Struyk, (12 juni 1957-15 januari 2002). Hij bezit een winkelketen van sportzaken en is getrouwd met Babette. Ze hebben 2 zoontjes Beau en Luuk.
- Angela en Kees Bijlsma. Laatstgenoemde heeft een kleine horecaketen. Samen hebben ze drie kinderen, Lotte, Daan en Joep.
- Hanneke Lemstra en Ivo Smit. Hanneke is binnenhuisarchitecte en Ivo accountant. Ivo is tevens zakelijk de rechterhand van Simon. Ze hebben een zoon genaamd Mees en een dochter genaamd Anna. Kort na het overlijden van Evert valt Hanneke te pletter vanaf het balkon van een Amsterdams hotel. Hanneke en Evert hadden een relatie.
- Patricia en Simon Vogel. Simon heeft zich via een marktkraam, sekslijnen en onroerend goed opgewerkt tot een zakenman uit de Quote 500. Ze hebben samen 3 zoons, Thom, Thies en Thieu.
- Karen van der Made en Michel Brouwers. Karen heeft een bedrijfje aan huis en Michel is een succesvolle tv-producent.  Ze hebben 2 dochters, Annabelle en Sophie. Karen vertelt het boek aan de lezers en is tevens het hoofdpersonage.

Op een koude winteravond gaat een kapitale villa in vlammen op. Evert Struyk, gelukkig getrouwd, vader van twee kinderen en succesvol zakenman, komt daarbij om het leven. Zijn vrouw en kinderen weten ternauwernood te ontsnappen.
De vriendinnenclub, 'de eetclub', is geschokt en verbijsterd. Karen vangt haar vriendin Babette bij haar thuis op, maar al spoedig komt zij tot de ontdekking dat de vriendschappen binnen de eetclub niet zo onvoorwaardelijk zijn als zij leken. Langzaam maar zeker wordt het voor Karen duidelijk dat bepaalde mensen belang hebben gehad bij de dood van Evert. Langzaamaan wordt het geheimvolle zwijgen ontmaskerd. Terwijl het Karen duidelijk wordt dat Simon de mannen in zijn financiële netten heeft verstrikt, blijken ook de vrouwen van de eetclub onweerstaanbaar door hem te worden aangetrokken. Politieagente Dorien Jager heeft een persoonlijke vendetta met Simon en is er getuige van dat in een motel te Akersloot één vrouw als enige steeds tot het uiterste bereid is geweest. 
Aan het begin van het boek is Karen met Michel uit het onveilige Amsterdam gevlucht naar het veilig geachte  kunstenaarsdorp  Bergen. Aan het eind van het boek verlaten ze met hun 2 kinderen opgelucht hun tijdelijke woonplaats voor een villa in Blaricum.

## Verfilming
Het boek is in het jaar 2010 verfilmd, vanaf 25 november 2010 was de film in de bioscoop te zien. Productiemaatschappij Rinkel Films heeft de rechten gekocht en Robert Jan Westdijk gestrikt als regisseur.
De hoofdrollen in de film werden gespeeld door o.a. Bracha van Doesburgh, Mark van Eeuwen, Halina Reijn, Peter Paul Muller, Angela Schijf, Bas Keijzer, Birgit Schuurman, Mattijn Hartemink, Irma Hartog en Thom Hoffman.